# شرق ایران

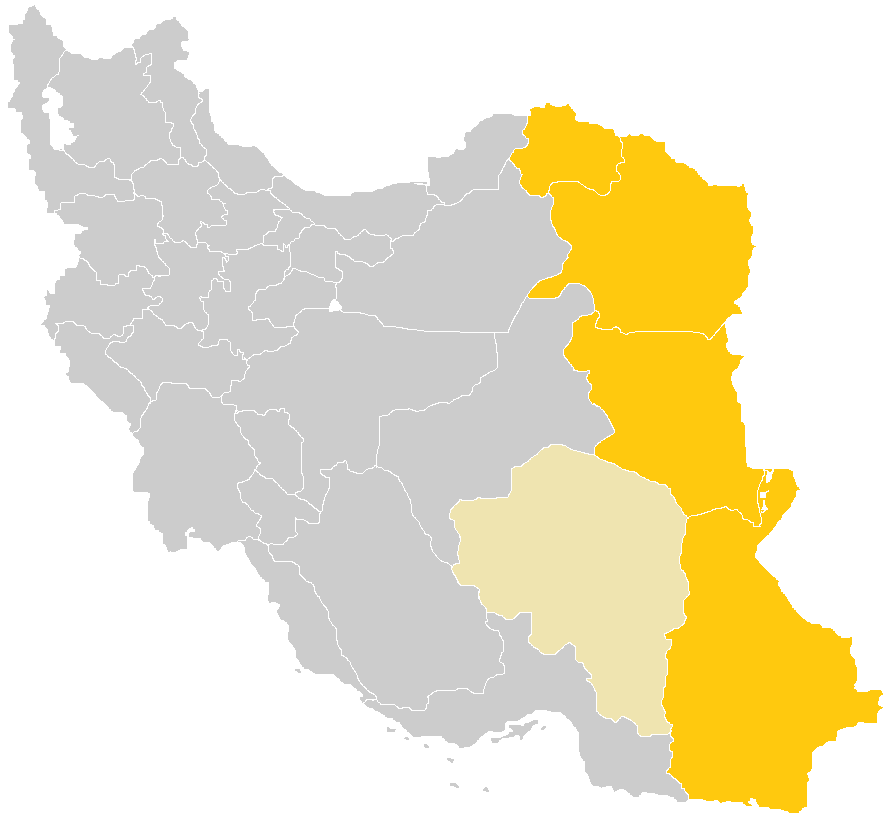
استان‌های شرق ایران

شرق ایران را استان‌های خراسان شمالی، خراسان رضوی، خراسان جنوبی و سیستان و بلوچستان تشکیل می‌دهند. که این استان‌ها با کشورهای افغانستان، پاکستان و ترکمنستان مرز مشترک دارند. در برخی منابع استان کرمان نیز جزئی از منطقهٔ شرق ایران شمرده می‌شود. بخش بزرگی از شرق ایران دارای آب و هوای گرم و خشک است.

## شهرهای بزرگ
شهرهای بزرگ شرق ایران عبارتند از:
| رتبه | نام شهر     | استان             | جمعیت ۱۳۹۵ | رتبه در استان |
| ---- | ----------- | ----------------- | ---------- | ------------- |
| ۱    | مشهد        | خراسان رضوی       | ۳٬۰۰۱٬۱۸۴  | ۱             |
| ۲    | زاهدان      | سیستان و بلوچستان | ۵۸۷٬۷۳۰    | ۱             |
| ۳    | نیشابور     | خراسان رضوی       | ۲۶۴٬۳۷۵    | ۲             |
| ۴    | سبزوار      | خراسان رضوی       | ۲۴۳٬۷۰۰    | ۳             |
| ۵    | بجنورد      | خراسان شمالی      | ۲۲۸٬۹۳۱    | ۱             |
| ۶    | بیرجند      | خراسان جنوبی      | ۲۰۳٬۶۳۶    | ۱             |
| ۷    | تربت حیدریه | خراسان رضوی       | ۱۴۰٬۰۱۹    | ۴             |
| ۸    | زابل        | سیستان و بلوچستان | ۱۳۴٬۹۵۰    | ۲             |
| ۹    | ایرانشهر    | سیستان و بلوچستان | ۱۱۳٬۷۵۰    | ۳             |
| ۱۰   | چابهار      | سیستان و بلوچستان | ۱۰۶٬۷۳۹    | ۴             |
| ۱۱   | کاشمر       | خراسان رضوی       | ۱۰۲٬۲۸۲    | ۵             |
| ۱۲   | قوچان       | خراسان رضوی       | ۱۰۱٬۶۰۴    | ۶             |
| ۱۳   | تربت جام    | خراسان رضوی       | ۱۰۰٬۴۴۹    | ۷             |

## اقوام
اقوام شرق کشور، عمدتاً فارس‌ها هستند. در رتبه بعدی بلوچ‌ها قرار دارند. از اقوام کردهای خراسان، ترک‌های خراسان و ترکمن‌ها هم در این منطقه زندگی می‌کنند. اقوام منطقه شرق به صورت خلاصه در نمودار نشان داده شده:
| پراکندگی جمعیت اقوام شرق ایران | پراکندگی جمعیت اقوام شرق ایران | پراکندگی جمعیت اقوام شرق ایران | پراکندگی جمعیت اقوام شرق ایران | پراکندگی جمعیت اقوام شرق ایران |
| ------------------------------ | ------------------------------ | ------------------------------ | ------------------------------ | ------------------------------ |
|                                |                                |                                |                                |                                |
| فارس ها                        | فارس ها                        |                                | ۷۱٫۳٪                          | ۷۱٫۳٪                          |
| بلوچ                           | بلوچ                           |                                | ۱۷٪                            | ۱۷٪                            |
| کرد                            | کرد                            |                                | ۴٫۶٪                           | ۴٫۶٪                           |
| ترک                            | ترک                            |                                | ۳٫۸٪                           | ۳٫۸٪                           |
| سایر                           | سایر                           |                                | ۱٫۶٪                           | ۱٫۶٪                           |

| رتبه | قومیت      | استان                                                         | جمعیت ۱۳۹۵ | درصد از کل جمعیت (شرق کشور) |
| ---- | ---------- | ------------------------------------------------------------- | ---------- | --------------------------- |
| ۱    | فارس       | خراسان رضوی و خراسان شمالی و خراسان جنوبی و سیستان و بلوچستان | ۷٬۷۳۲٬۳۴۰  | ۷۱٫۳%                       |
| ۲    | بلوچ       | سیستان و بلوچستان و خراسان رضوی و خراسان جنوبی                | ۱٬۸۳۹٬۵۴۵  | ۱۷٪                         |
| ۳    | کرد خراسان | خراسان رضوی و خراسان شمالی و سیستان و بلوچستان                | ۶۷۹٬۲۳۴    | ۴٫۶٪                        |
| ۴    | ترک خراسان | خراسان رضوی و خراسان شمالی                                    | ۴۱۵٬۸۷۴    | ۳٫۸٪                        |
| ۵    | سایر       | همه استان‌ها                                                   | ۱۷۴٬۵۱۲    | ۱٫۶٪                        |